# Lionel Vivian Bond
Sir Lionel Vivian Bond, britanski general, * 1884, † 1961.